# Cinc Sentits
Cinc Sentits is een restaurant in Barcelona Het restaurant heeft twee Michelinsterren. Het wordt uitgebaat door chef-kok Jordi Artal en gastvrouwe Amèlia Artal.
Het restaurant was te zien in 24 Hours in Barcelona van het tv-programma From Spain With Love with Annie Sibonney.